# Pasión de Gavilanes
Pasión de gavilanes (equivalent en català a Passió d'esparvers) és una telenovel·la colombiana, escrita per Julio Jiménez, l'any 2003, produïda per RTI Televisión, per a Caracol Televisión i Telemundo.
És protagonitzada per Danna García, Mario Cimarro, Paola Rey, Juan Alfonso Baptista, Natasha Klauss, Michel Brown, amb les participacions antagòniques de Kristina Lilley, Juan Pablo Shuk i Lorena Meritano i les actuacions estel·lars dels primers actors Jorge Cao, Gloria Gómez i María Margarita Giraldo.
És una adaptació de la telenovel·la colombiana Las aguas mansas, produïda l'any 1994, original de RTI Producciones i del mateix escriptor.

## Sinopsi

### Temporada 1
Bernardo Elizondo és propietari d'una hisenda, on hi viu al costat de la seva dona, Gabriela, i les seves filles; Norma, Jimena i Sara (a qui afectuosament anomenen Sarita), el marit de la seva filla Norma; Fernando Escandón, i el seu sogre, don Martín Acevedo, un militar retirat i que està paralític. El matrimoni de Norma i Fernando va ser arreglat per donya Gabriela per a ocultar que Norma havia estat víctima d'una violació, però el matrimoni és només de nom i no s'ha consumat, a causa del trauma d'ella. A part d'això, Gabriela està enamorada de Fernando, per la qual cosa obliga la seva filla a casar-se amb ell per a tenir-lo a prop.
Encara que Bernardo està enamorat de Libia Reyes, una joveneta humil, sap que no podria casar-se amb ella, ja que Gabriela, una dona bastanta dèspota i molt antiquada, mai li donaria el divorci. De totes maneres, sí que està decidit a trencar amb tot per a poder viure el seu amor per Libia, i decideix presentar-se formalment davant els germans de la jove; Juan, Óscar i Franco Reyes, que no donaven suport a la relació però l'aproven, ja que d'això depèn la felicitat de la seva germana. Desgraciadament, Bernardo té un accident de cavall i mor.
Libia descobreix que està embarassada i s'assabenta que Bernardo ha mort, per la qual cosa decideix anar a la casa dels Elizondo convençuda per la seva veïna, la fruitera Hortensia i els seus fills, qui la porten a la hisenda per a reclamar diners, encara que ella té por i no està convençuda de si hauria d'anar. Quan arriba a casa dels Elizondo, donya Gabriela la humilia i menysprea davant tota la seva família. Libia fuig desesperada i se suïcida tirant-se d'un pont.
Quan els germans Reyes s'assabenten de tot, juren venjar la mort de la seva germana i es dirigeixen a la hisenda dels Elizondo, però no troben Gabriela, per la qual cosa decideixen quedar-se a la hisenda, fent-se passar per uns paletes que Gabriela ha contractat per a construir una cabanya per Norma i Fernando. Això ho aconsegueixen gràcies a la majordoma dels Elizondo, Eva Rodríguez, que també vol venjar-se de Gabriela per haver-la obligat a renunciar a la seva única filla, Ruth, en haver-la tingut sent soltera i no tenir recursos per a mantenir-la. Mentrestant, Ruth va créixer com a filla de Raquel i Calixto Uribe, que no van poder concebre un fill degut a la seva avançada edat; Raquel és una anciana benestant i és la millor amiga de Gabriela.
En conèixer les germanes Elizondo, Óscar Reyes pretén convèncer els seus germans que canviïn els seus plans de venjança i que sedueixin les germanes Elizondo, per pagar-los amb la mateixa moneda, encara que el que en realitat pretén és fer-se amb els diners dels Elizondo per a millorar la seva situació. El seu germà Juan no està molt d'acord amb els seus plans però quan coneix Norma Elizondo canvia d'opinió, perquè se senten atrets l'un per l'altre. Aquesta atracció fa que Juan oblidi totalment els seus plans de venjança, però la parella trobarà multitud d'obstacles en el seu camí que hauran de superar. Amb el temps Norma queda embarassada de Juan, i decideix ocultar al veritable pare del seu fill, perquè Fernando i Sarita, que avorreixen Juan, saben tota la veritat, i no els queda més opció que callar.
Franco té una relació amb una bella dona anomenada Rosario Montes, cantant del Bar Alcalá, explotada i maltractada pel seu representant i amant, Armando Navarro. En canvi, Óscar queda embolicat en la teranyina de la seva venjança en enamorar-se de Jimena. Tots dos s'atreuen i un dia, per decisió dels dos, es casen d'amagat, cosa que causa un gran enrenou a la família Elizondo. Després que tots dos comencen a viure junts a la casa d'ell i els seus germans, Gabriela descobreix que Juan és el veritable pare del fill que espera Norma, i posteriorment totes dues germanes descobreixen que els Reyes són en realitat germans de Líbia, i les van enamorar per venjança a la mort de la seva germana, per la qual cosa decideixen deixar-los per sempre i tornar amb la seva família.
D'altra banda, Franco està dolgut, ja que Rosario l'enganya i es casa amb Armando Navarro. A ell sense importar-li res de la vida, es casa amb Eduvina Trueba, una senyora ja gran i propietària d'una hisenda, moltes empreses i amb molts diners. El mateix dia de les noces ella mor, deixant Franco com a amo de tots els seus béns. Mesos després, Franco es troba amb Sara Elizondo, una dona que l'odia fins a les entranyes (almenys això diu ella); després de tantes baralles a poc a poc ell es va enamorant d'ella, encara que ella ja estava enamorada d'ell.
Tots ells tenen la seva història; i cada parella lluitarà per una mateixa fi: estar junts; però primer s'han d'enfrontar a les oposicions dels seus enemics, començant per donya Gabriela que els detesta; també està Fernando, que odia també als Reyes, especialment Juan, perquè li va llevar a la seva esposa Norma, causant el seu divorci; Dínora Rosales, una dona obsessionada amb Juan i que es converteix en la rival de Norma; Armando, que jura venjar-se de Franco per estar amb Rosario, i també Rosario, ja que la seva obsessió per Franco fa el que sigui per separar-lo de Sara. Després de moltes baralles i desil·lusions, les tres parelles decideixen ser felices i viure el seu idil·li.
D'altra banda, els Reyes forgen una forta amistat amb Ruth, que guarda una semblança sorprenent amb la seva morta germana Libia (més tard es descobreix que tal semblança es deu al fet que eren cosines, i per tant, Ruth ho és també dels germans Reyes). Proves d'aquesta amistat es presenten quan Ruth descobreix els seus orígens i fuig de casa,i és acollida pels Reis a la seva hisenda. Dínora es torna boja a causa de la seva obsessió per Juan i el segresta, mentre Ruth decideix salvar-lo i tots dos tornen a la hisenda dels Reyes. Posteriorment s'assabenta que Eva és la seva veritable mare i decideixen iniciar una relació de mare i filla.
Gabriela, després de decebre's de Sarita, que havia estat la seva última esperança d'una filla exemplar, decideix casar-se amb Fernando, malgrat l'oposició de les seves filles i de Don Martín. Fernando a poc a poc va guanyant terreny en la hisenda, destruint-la, i comença a manipular al seu antull Gabriela. Tant és així, que en una forta discussió de Fernando amb Jimena, aquest intenta abusar d'ella, però la seva mare no creun les seves acusacions i l'obliga a anar-se'n de la hisenda. Óscar s'assabenta de tot, i decideix clavar-li una pallissa a Fernando, la qual cosa augmenta més la tensió entre Gabriela i Fernando, amb els germans Reyes.
Mentrestant, Norma descobreix que Fernando enganya a la seva mare, però ella novament no creu en les acusacions. Fernando té una forta baralla amb Norma al balcó de la hisenda, i aquesta en intentar defensar-se del, l'empeny. Fernando, estant hospitalitzat després del fort cop, amenaça a Norma amb venjar-se i en sortir de l'hospital, l'ataca; i Juan, en assabentar-se del succeït, li dona una nova pallissa a Fernando, la qual cosa obliga Norma a sortir amb el seu fill de la hisenda i anar-se a viure amb Juan, amb qui posteriorment es casa en una petita capella.

#### Etapa final
Una nit, Sara decideix seguir Fernando per a demostrar-li a la seva mare que no és el tipus que pensa, i descobreix que Fernando té una amant vivint en una petita cabanya als afores de la regió. En això, Gabriela decideix acompanyar-la una altra nit i descobreixen que la dona amb la qual l'enganya Fernando, és Dínora Rosales, però decideix enfrontar-ho per si mateixa i denúncia Dínora davant la policia.
Fernando i Dínora, obsessionats pels diners i havent fracassat el seu pla de separar Juan i Norma, segresten Gabriela en la seva pròpia hisenda i l'obliguen a treure'n Sarita, per després tancar-la al soterrani, i reclouen en un psiquiàtric Don Martín sense imaginar el que se'ls ve.
Raquel, després de no saber res de Gabriela uns dies, decideix anar a la hisenda i descobreix que es trobava segrestada al soterrani, i en intentar escapar de la hisenda per a anar a comptar el succeït a la policia, Fernando i Dínora manen als sequaços d'Armando Navarro, qui també és còmplice de tot, perquè els atrapin i, en la persecució, Raquel pren el volant i decideix xocar el cotxe amb el dels guardaespatlles d'Armando, causant una explosió en la qual Raquel, el seu espòs Calixto, el seu xofer Guadalupe i els dos guardaespatlles d'Armando moren.
En el transcurs dels dies, l'advocat de Raquel llegeix el seu testament, on diu que les seves propietats, les seves accions, els seus altres comptes i tota la seva fortuna passin a les mans d'Eva Rodríguez, la veritable mare de Ruth. Martín coneix la senyora Hortensia, que estava reclosa al sanatori i escapen per donar-li avís als altres sobre el que passa a la hisenda.
Juan, en assabentar-se que Gabriela estava segrestada, decideix anar a salvar-la sense avisar ningú, però acaba sent segrestat juntament amb Gabriela. En això, arriba la policia i envolta la casa, però Fernando i Dínora usen d'ostatges a Juan i Gabriela perquè no els arrestin. Armando, qui també es trobava en la hisenda al moment de l'operatiu, decideix sortir a negociar amb les autoritats, però es torna boig i decideix assassinar Franco Reyes. Rosario s'interposa i rep el tret, mentre els policies assassinen Armando. Mentrestant, Rosario aconsegueix sobreviure a l'hospital i demana perdó Franco i Sara per tot el mal causat.
Després que Franco pagués la suma que Fernando i Dínora li havien demanat pel rescat de Juan i Gabriela, decideixen escapar enmig dels trets amb els ostatges i en el camí Dínora decideix buscar refugi a la selva pantanosa. A la selva, Gabriela es disculpa amb Juan per tot el mal que li ha causat a ell i als seus germans.
Quan la policia i els Reyes s'assabenten que Juan i Gabriela estan a la selva pantanosa, decideixen contactar amb l'oncle dels Reis, Aníbal Guerrero, que quan arriba es troba amb Eva, amb qui mantenia una relació, i resulta ser pare de Ruth.
Dínora decideix seduir Juan, però ell l'allunya provocant una baralla en la qual a Dínora la mossega una serp verinosa. Posteriorment, Fernando assassina Dínora, ja que aquesta se li tira damunt delirant pel verí, i el seu cos cau cap al pantà.
En aquest moment Juan i Gabriela se separen de Fernando i troben la sortida però en això arriba aquest i dispara a Gabriela. Quan vol disparar a Juan, Fernando cau a les sorres movedisses; llavors li demana ajuda a Juan inútilment i mor. Posteriorment tots són rescatats, Gabriela accepta la relació de les seves filles amb els Reyes. Franco i Sara, per fi en pau, es casen per l'església en presència de tots els seus sers estimats.
En les escenes finals es pot veure com Rosario canta al Bar Alcalá, i als tres germans i les tres germanes cavalcant junts en el camp. I finalment tots van poder viure feliços sense preocupacions.

## Repartiment

### Temporada 1
- Danna García - Norma Elizondo Acevedo
- Mario Cimarro - Juan Reyes Guerrero
- Paola Rey - Jimena Elizondo Acevedo
- Juan Alfonso Baptista - Óscar Reyes Guerrero
- Natasha Klauss - Sara "Sarita" Elizondo Acevedo
- Michel Brown (actor) - Franco Reyes Guerrero
- Kristina Lilley - Gabriela Acevedo Vda. d'Elizondo
- Juan Pablo Shuk - Fernando Escandón
- Jorge Cao - Don Martín Acevedo
- Gloria Gómez - Eva Rodríguez
- Ana Lucía Domínguez - Libia Reyes Guerrero / Ruth Uribe Santos
- Zharick León - Rosario Montes
- Juan Sebastián Aragón - Armando Navarro
- Lorena Meritano - Dínora Rosales
- Sebastián Boscán - Leandro Santos
- Lady Noriega - María Josefa "Pepita" Ronderos
- María Margarita Giraldo - Raquel Santos de Uribe
- Giovanni Suárez Forero - Benito Santos
- Consuelo Luzardo - Melissa vda. de Santos
- Carlos Alberto Sánchez - Manolo Barragán Garrido
- Alberto Marulanda - Miguel Barragán Garrido
- Carmenza González - Quintina Canosa
- Andrea Villareal - Francisca "Panchita" López
- Pedro Roda - Olegario
- Fernando Corredor - Calixto Uribe
- Andrés Felipe Martínez - Malcolm Ríos
- Clemencia Guillén - Carmela Gordillo
- Julio del Mar - Leonidas Coronado
- Leonelia González - Belinda Rosales
- Ricardo Herrera - Antonio Coronado
- Tatiana Jáuregui - Dominga
- Inés Prieto - Hortencia Garrido de Barragán
- Sigifredo Vega - Filemón Barragán
- Germán Rojas - Bernardo Elizondo
- Talú Quintero - Eduvina Trueba de Reyes
- Samuel Hernández - Zacarías Rosales
- Jacqueline Henríquez - Úrsula de Rosales
- Víctor Rodríguez - Memo Duque
- Vilma Vera - Magnolia Bracho
- Gabriela García - Juan David Reyes Elizondo
- Margarita Durán - Cecilia
- Liliana Calderón - Nidia
- Margarita Amado - Rosita
- Herbert King - Herzog Vargas
- Alexander Palacios - Rubinsky Louis
- Helga Díaz - Betina
- Raúl Gutiérrez - Jaime Bustillo
- Pilar Álvarez - Violeta Villas
- Ana Soler - Emilce Reinosa
- Geoffrey Deakin - Arthur Klauss
- Isabel Campos - Concepción "Conchita" de Coronado
- Luis Visbet - Dr. Izunza
- Guillermo Villa - Pare Epifanio
- Carlos Vergara - Tinent
- Santiago Bejarano - Bruno Ferraño
- Liliana Lozano - Esperanza
- Jaime Gutiérrez - Genaro Salinas
- Andrés Midon - Aníbal Guerrero
- Carlos Duplat - Agapito Cortez
- Linda Madrigal - Emilia
- Eduardo Gámez - Tomás
- Martha Isabel Bolaños - Esperanza #2
- Didier van der Hove - Flavio Montaño
- Carlos Serrato - Segrestrador

### Temporada 2
- Danna García - Norma Elizondo Acevedo
- Mario Cimarro - Juan Reyes Guerrero
- Paola Rey - Jimena Elizondo Acevedo
- Juan Alfonso Baptista - Óscar Reyes Guerrero
- Natasha Klauss - Sara "Sarita" Elizondo Acevedo
- Michel Brown (actor) - Franco Reyes Guerrero
- Kristina Lilley - Gabriela Acevedo Vda. d'Elizondo
- Germán Quintero - Don Martín Acevedo
- Zharick León - Rosario Montes
- Sergio Goyri - Samuel Caballero
- Bernardo Flores - Juan David Reyes Elizondo
- Camila Rojas - Muriel Caballero Montes
- Juan Manuel Restrepo - León Reyes Elizondo
- Sebastián Osorio - Erick Reyes Elizondo
- Yare Santana - Gabriela «Gaby» Reyes Elizondo
- Jerónimo Cantillo - Andrés Reyes Elizondo
- Ángel de Miguel - Albin Duarte
- Alejandro López - Demetrio Jurado
- Boris Schoemann - Pablo Gunter
- Katherine Porto - Romina Clemente
- Carmenza González - Quintina Canosa
- Constanza Hernández - Francisca "Panchita" López
- Sebastián Vega - Félix Carreño
- Jacobo Montalvo - Duván Clemente/ Duván Reyes Clemente
- Jonathan Bedoya - Nino Barcha
- Valeria Caicedo - Sibila
- Álvaro García - Genaro Carreño
- Laura Torres - Adela Carreño
- Luis Miguel Hurtado - Matías Jiménez
- Alejandra Miranda - Aída «La Gitana»
- Juan Millán - Román
- Carolina Benavides - Blanca
- Alex Adames - Adán
- Alberto León Jaramillo - Emilio Barcha
- Christopher Viveros - Gastón Barcha
- Julián Montoya - Pedro Millares
- Fernando Lara - Juvenal Correa
- Carolina Galeano - Irene

## Banda Sonora

### Temporada 1
| Nº  | Títol Cançó                      | Intèrpret (s)               |
| --- | -------------------------------- | --------------------------- |
| 1.  | «Fiera inquieta»                 | Zharick León                |
| 2.  | «Reggae cumbia»                  | Zharick León                |
| 3.  | «Miedo al amor»                  | Zharick León                |
| 4.  | «Sobre fuego»                    | Zharick León i Danna García |
| 5.  | «Vete»                           | Zharick León                |
| 6.  | «Paloma»                         | Zharick León                |
| 7.  | «Ya no te quiero»                | Andrea Villareal            |
| 8.  | «Cara y sello»                   | Zharick León                |
| 9.  | «Dulce pesadilla»                | Andrea Villareal            |
| 10. | «Fiera inquieta» (versió balada) | Zharick León i Danna García |

| Nº  | Títol Cançó              | Intèrpret (s)                 |
| --- | ------------------------ | ----------------------------- |
| 1.  | «Amor prohibido»         | Mariachi Clàssic Contemporani |
| 2.  | «Cumbia mentirosa»       | Zharick León                  |
| 3.  | «Sobre fuego»            | Danna García i Michel Brown   |
| 4.  | «Una mirada»             | Zharick León                  |
| 5.  | «No supiste»             | Raúl Santi                    |
| 6.  | «No supiste»             | Zharick León                  |
| 7.  | «Borracho»               | Angelo                        |
| 8.  | «Mira tú»                | Andrea Villarreal             |
| 9.  | «No voy a ser»           | Ana Isabel Reyes              |
| 10. | «Camaleón»               | Raúl Santi                    |
| 11. | «Amarga desventura»      | Gabriel Arriaga               |
| 12. | «Fiera inquieta» (remix) | Zharick León                  |

| Nº | Títol Cançó      | Intèrpret (s) |
| -- | ---------------- | ------------- |
| 1. | «Solo una noche» | Zharick León  |
| 2. | «Llegastes»      | Lady Noriega  |
| 3. | «Pecado Mío»     | Lady Noriega  |
| 4. | «La Candelosa»   | Lady Noriega  |
| 5. | «Luna llena»     | Lady Noriega  |

Encara que s'acredita a Zharick León com intèrpret, la veu del personatge Rosario Montes quan canta "Fiera inquieta" qui realment la canta Ángela María Forero, en aquesta Temporada.

## Premis i nominacions

### PremisTVyNovelas
| Any  | Categoria                    | Nominat                       | Resultat   |
| ---- | ---------------------------- | ----------------------------- | ---------- |
| 2004 | Millor Telenovel·la          | Pasión de gavilanes           | Guanyadora |
| 2004 | Millor Actor Protagonista    | Mario Cimarro                 | Nominat    |
| 2004 | Millor Actriu Antagònica     | Lorena Meritano               | Guanyadora |
| 2004 | Millor Actriu De Repartiment | Natasha Klauss                | Nominada   |
| 2004 | Millor Actor De Repartiment  | Jorge Cao                     | Guanyador  |
| 2004 | Millor Llibret               | Julio Jiménez                 | Guanyador  |
| 2004 | Millor Director              | Rodrigo Triana i Maurici Cruz | Guanyadors |

### Premiosl'Índia Catalina
| Any  | Categoria                    | Nominat             | Resultat   |
| ---- | ---------------------------- | ------------------- | ---------- |
| 2004 | Millor Producció             | Pasión de gavilanes | Guanyadora |
| 2004 | Millor Actriu De Repartiment | Zharick León        | Guanyadora |

### PremisFYMTI
- Millor Telenovel·la
- Més ben Director: Rodrigo Triana
- Millor Música: Nicolás Uribe

### PremisDos de Oro 2004(Veneçuela)
- Millor telenovel·la estrangera
- Millor actriu internacional Zharick León
- Millor actor internacional Michel Brown
- Millor actriu protagonista estrangera (compartit per: Danna García, Paola Rey i Natasha Klauss)
- Millor actor protagonista estranger Mario Cimarro
- Millor actor veneçolà a l'exterior Juan Alfonso Baptista

### PremisClic Caracol
- Millor Producció
- Millor Actriu protagonista: Danna García
- Millor Actor de repartiment: Jorge Cao
- Millor Música: Nicolás Uribe

### Altres premis
| Any  | Premi              | País         | Nominat                                                 | Categoria                                      | Resultat   |
| ---- | ------------------ | ------------ | ------------------------------------------------------- | ---------------------------------------------- | ---------- |
| 2004 | Premis Mara d'Or   | Veneçuela    | Ana Lucia Domínguez                                     | Millor actriu de telenovel·la estrangera       | Guanyadora |
| 2004 | Premis Mara d'Or   | Veneçuela    | Michel Brown                                            | Millor actor de telenovel·la estrangera        | Guanyadora |
| 2004 | Premis Mara d'Or   | Veneçuela    | Juan Alfonso Baptista                                   | Millor actor protagonista                      | Guanyadora |
| 2004 | Premis Mara d'Or   | Veneçuela    | Juan Alfonso Baptista                                   | Millor actor veneçolà en l'exterior            | Guanyadora |
| 2004 | Premi Telenovel·la | Bulgària     | Pasión de gavilanes                                     | Millor Telenovel·la                            | Guanyadora |
| 2004 | Premi Telenovel·la | Bulgària     | Natasha Klauss                                          | Millor actriu jove                             | Guanyadora |
| 2004 | Premi Telenovel·la | Bulgària     | Michel Brown                                            | Millor actor jove                              | Guanyadora |
| 2004 | Orquídia           | Estats Units | Pasión de gavilanes                                     | Millor Telenovel·la de projecció Internacional | Guanyadora |
| 2004 | Orquídia           | Estats Units | Compartit per: Danna García, Paola Rey i Natasha Klauss | Millor actriu protagonista                     | Guanyadora |
| 2004 | Premis ACE         | -            | Natasha Klauss                                          | Millor co-actuació femenina                    | Guanyadora |
| 2004 | Premis ACE         | -            | Michel Brown                                            | Millor rostre masculí                          | Guanyador  |
| 2004 | Premi INTE         | -            | Jorge Cao                                               | Millor actor secundari                         | Guanyador  |
| 2004 | Placa Sweet        | -            | Danna García                                            | Millor Actriu                                  | Guanyadora |
|      | Placa Sweet        | -            | Kristina Lilley                                         | Millor Actriu de Repartiment                   | Guanyadora |
| 2005 | Premis TP d'Or     | Espanya      | Pasión de gavilanes                                     | Millor telenovel·la                            | Guanyadora |
| 2006 | Premis TP d'Or     | Espanya      | Pasión de gavilanes                                     | Millor telenovel·la                            | Nominada   |
| 2010 | Premis TP d'Or     | Espanya      | Pasión de gavilanes                                     | Millor telenovel·la                            | Nominada   |
| 2015 | Premis Tu mundo    | Estats Units | Pasión de gavilanes                                     | La novel·la que sempre recordaràs              | Guanyadora |

## Recepció
Pasión de gavilanes va ser un gran èxit mundial, líder d'audiència en països com Veneçuela (transmesa per la cadena RCTV), Xile, Bulgària, Sèrbia, Romania, Panamà, Puerto Rico, Xina, Espanya, Israel, Rússia, Paraguai, Equador, Perú, Costa Rica, República Dominicana i Polònia entre molts altres.
A l'Argentina, va ser emesa en 2005 per la cadena Telefe de Buenos Aires i va aconseguir convertir-se en la telenovel·la estrangera més vista en la història del país fins a l'actualitat. Al voltant de 30 milions de persones la veien dia a dia, el seu primer episodi va obtenir 37 punts d'índex d'audiència i l'audiència va anar creixent més i més. Cada vegada que la novel·la entrava a l'aire el país es "paralitzava" per a veure-la. Quan s'anava a emetre l'últim capítol, el president Néstor Kirchner al costat de tot el seu gabinet van haver de canviar la seva agenda per a poder veure el final, va ser vist per 37 milions d'espectadors i va obtenir al llarg de la seva emissió pics per sobre dels 90 punts d'índex d'audiència. Arran de l'èxit, es va deslligar una eufòria i obsessió massiva per la telenovel·la que es va optar per convèncer els seus protagonistes perquè visitin el país en diverses ocasions i repetissin els seus capítols fins als caps de setmana tenint una audiència semblant que fins avui el seu èxit encara és recordat.

### Índexs d'audiència
Segons informació subministrada per Ibope Colòmbia, aquesta novel·la va aconseguir una audiència mitjana de 40,8 punts en índex d'audiència llars i 17,8 en índex d'audiència persones amb una quota de pantalla de 61,1%. Cal destacar que la telenovel·la es va estrenar el 16 d'octubre de 2003, aconseguint un índex d'audiència llars de 36,8 punts i 15,4 en índex d'audiència persones amb una quota de pantalla de 55,1%, finalitzant el dijous 2 de desembre de 2004, amb un índex d'audiència llars de 40,5 punts i 17,2 de índex d'audiència persones amb una quota de pantalla de 67,5%.
A l'abril de 2004 va aconseguir la seva màxima xifra, en marcar 21,8 en índex d'audiència persones, 54,6 en índex d'audiència llars i 69,3 de quota de pantalla.
Actualment és el segon programa més vist en la història de la televisió colombiana privada.